# アレクセイ・ヴォロビヨフ
アレクセイ・ヴラジーミロヴィチ・ヴォロビヨフ（ロシア語: Алексе́й Влади́мирович Воробьёв、1988年1月19日 - ）は、ロシアの歌手である。俳優としても人気を博し、アレックス・スパロー(Alex Sparrow)という名前でも活動している。
ヴォロビヨフは2011年5月にドイツのデュッセルドルフで行われたユーロビジョン・ソング・コンテスト2011にロシア代表として参加した。

## シングル
- 2006 — Leto
- 2007 — Alisa
- 2007 — Devchonka
- 2007 — Seychas ili Nikogda
- 2007 — Russkie Zabili
- 2008 — Desire
- 2008 — New Russian Kalinka
- 2008 — Toska
- 2008 — Ti i Ya
- 2008 — Zabud Menya
- 2009 — Accordeon
- 2009 — Reality
- 2010 — Shout It Out
- 2011 — Get you

## テレビ・映画
- 2014 — エカテリーナ (テレビドラマ) season1 - スタニスワフ・アウグスト・ポニャトフスキ役
- 2020 — スペース・フォース Space Force